# Советск (Калининградская область)
Сове́тск (до 1946 года — Тильзи́т, нем. Tilsit, лит. Tilžė) — город в Калининградской области России.
Второй по численности населения (после Калининграда) город области — 38 614 чел. (2023).

## География
Самый северный город области. Расположен у слияния рек Тыльжи и Немана, соединён с литовским берегом Мостом королевы Луизы через таможенный терминал. Напротив Советска на литовском берегу находится Панямуне — самый маленький город Литвы, созданный искусственно после войны.
Советск расположен в 118 км от Калининграда, рядом с границей Калининградской области и Литовской республики, при слиянии рек Тыльжи и Немана. На севере город граничит с Литвой, на юго-востоке — с Неманским районом Калининградской области, на северо-западе — со Славским районом. Их районные центры находятся на расстоянии 7 км от Советска.

## Статус и самоуправление

Город областного значения Советск (Советский городской округ) на административной карте области

В рамках административно-территориального устройства является городом областного значения, в рамках организации местного самоуправления образует муниципальное образование Советский городской округ как единственный населённый пункт в его составе.
Структуру органов местного самоуправления города (городского округа) составляют:
- окружной Совет депутатов Советского городского округа — представительный орган городского округа;
- глава городского округа — исполняет полномочия председателя окружного Совета депутатов;
- контрольно-счётная комиссия окружного Совета депутатов;
- администрация городского округа — исполнительно-распорядительный орган.

История статуса
Указом Президиума Верховного Совета РСФСР от 7 сентября 1946 года, город Тильзит был переименован в Советск, ставший городом областного значения со своим городским советом, с 1991 года — администрацией, с 2004 года — городским округом.
Руководство города
С 1947 года — первый секретарь горкома компартии (до 1990) и председатель горисполкома, с 1991 года — глава администрации. С недавнего времени в городе действует разделение руководства на Главу городского округа и Главу администрации (сити-менеджер).
Начальник управления по гражданским делам
- Е. И. Зверев (1946—1947)

Председатели горисполкома
- М. П. Брагин (1947)
- В. Е. Павлов (1947—1949),
- А. Н. Копылов (1949—1950),
- В. В. Бесфамильный (1950—1952),
- Ф. И. Поляков (1952),
- Н. К. Медведский (1953—1960),
- К. М. Бабаева (1960—1962),
- А. Я. Лукьяненко (1962—1965),
- Б. С. Нефёдов (1965—1966),
- Х. С. Янбухтин (1966—1983),
- Ю. А. Зверев (1983—1985),
- А. А. Степанов (1985—1989),
- В. В. Безденежных (1990—1991)

Первые секретари горкома ВКП(б)-КПСС
- Е. И. Зверев (1947—1948),
- К. П. Марцев (1948—1953),
- Б. Г. Михайлов (1953—1962),
- К. П. Бондарева (Бабаева) (1962—1966),
- Б. С. Нефёдов (1966—1972),
- Ю. П. Петров (1972—1973),
- И. И. Петушков (1973—1987),
- П. Н. Марин (1987—1990)

Представительным органом местного самоуправления было Советское городское собрание (впоследствии окружной Совет депутатов); его возглавляли Н. А. Быстров (координатор, 1994—1996), А. К. Каллас (1996—2000), Е. И. Соколова (2000—2004), Т. Н. Седых (с 2004 г.)
Главы Администрации г. Советска
- Пономаренко В. Л. (1991—1993)
- Лисовин Владимир Викторович (1993—1998)
- Светлов Вячеслав Николаевич (12 ноября 1998 г. — конец 2007 г.)
- Смильгин Виктор Эдуардович (2 декабря 2007 г. — 26 марта 2011 г.)
- Луценко Владимир Евгеньевич (2011 — сентябрь 2015)
- Глава Администрации — Воищев Николай Николаевич (с ноября 2015)
- Сергеев Андрей Сергеевич (с 5 ноября 2020 — декабрь 2021)
- Макаров Евгений Сергеевич (с декабря 2021 — по Июнь 2025.)

Главы Советского городского округа 
- Воищев Николай Николаевич (26 марта 2011 — 11 ноября 2015)
- Сорока Наталья Викторовна (с 11 ноября 2015 по Сентябрь 2020)
- Соколовский (с 11 ноября 2020 по Сентябрь 2025

## История
Тильзит как город берёт своё начало в 1552 году, когда прусский герцог Альбрехт Бранденбургский даровал поселению городской статус.
В 1807 году в Тильзите был подписан мирный договор между Александром I и Наполеоном.

### В составеСССР
На землю Восточной Пруссии 113-й стрелковый корпус генерал-майора Н. Н. Олешева вступил осенью 1944 года в составе войск 1-го Прибалтийского фронта. В ходе Мемельской наступательной операции корпус 9 октября 1944 года, действуя в авангарде 39-й армии, овладел восточнопрусским городом Шмаленингкен-Виткемен (ныне — литовский Смалининкай). В ходе Восточно-Прусской стратегической наступательной операции 113-й стрелковый корпус наряду со всей 39-й армией вновь вёл боевые действия в составе войск 3-го Белорусского фронта.
Советские войска 1-го Прибалтийского фронта под командованием маршала Баграмяна вошли в Тильзит 17 января 1945 года.
Согласно решению Потсдамской конференции Тильзит в 1945 году перешёл в состав СССР и в 1946 году был переименован в Советск. Сначала управление этой территории осуществлялось командованием 3-го Белорусского фронта, а с июля 1945 года — Военным советом Особого военного округа.
Военную комендатуру Рагнитского района (г. Неман), в зону обслуживания которой входил и Тильзит, возглавлял военный комендант, полковник В. А. Алексеев. В городе после боёв осталось только 25 % жилого фонда. Ощущался большой недостаток жилья для семей военнослужащих и переселенцев из других областей Союза. Создавались строительные бригады, роты, а затем по линии МО СССР был сформирован штатный военно-строительный отряд, это позволило отремонтировать часть полуразрушенных квартир и казарм и построить десятки домов. Позже к восстановлению города был привлечён отдельный железнодорожный батальон.
7 апреля 1946 года Президиум Верховного Совета СССР принял Указ «Об образовании Кёнигсбергской области в составе РСФСР», а 4 июля того же года область была переименована в Калининградскую
Власть на местах принадлежала военным комендатурам, а с конца мая 1946 года началась передача власти от командиров воинских подразделений, частей и военных комендатур в руки гражданского советско-партийного аппарата.
Совет Министров Союза ССР 9 июля 1946 года принял постановление № 1522 «О первоочередных мероприятиях по заселению районов и развитию сельского хозяйства в Калининградской области».
Начальникам районных управлений по гражданским делам было определено количество переселенцев о принятии на постоянное жительство в августе — октябре 1946 года 12 тыс. семей переселенцев — колхозников, в том числе по районам: Рагнитский — 500.
7 сентября 1946 года Указом Президиума Верховного Совета РСФСР город получил новое название — Советск и был отнесен к категории городов областного подчинения.
С 1946 года началось массовое заселение области. В августе 1946 года на станцию Гумбинен (Гусев) прибыл первый эшелон — 570 человек. С 1946 по 1953 года переселилось в Калининградскую область из 30 областей и краёв, четырёх автономных республик СССР на восстановление области 42376 семей, в том числе 2336 в — Советск. Первыми переселенцами были партийные и хозяйственные работники, специалисты различных отраслей народного хозяйства.
Летом 1947 года было закончено строительство моста через Неман. В 1960-е годы его заменил мост на основе железобетонных конструкций.
К началу 1950-х годов были восстановлены: черепично-кирпичный завод, дрожжевой завод, порт, ковровая фабрика, молокозавод, завод плодово-ягодных вин, военная и гражданские строительные организации, завод железобетонных изделий, картонажно-полиграфическая фабрика.

### В составеРоссийской Федерации
2001 год — Советск вошёл в число лучших малых городов России по предпринимательскому климату, и занял 1-е место по разработке стратегии развития города и по привлечению инвестиций.
2005 год — Европейская комиссия при Совете Европы совместно с Конгрессом муниципальных образований наградила город Советск дипломом «За стратегический подход к развитию приграничного сотрудничества».
В 2010 году тогдашний губернатор Калининградской области Георгий Боос предложил восстановить первоначальное название города и объединить его с Неманским и Славским районами в новый Тильзитский район. Боос подчеркнул, что этот шаг будет стимулировать развитие, но что это может произойти только через референдум.

## Население
| 1959    | 1967    | 1970    | 1979    | 1989    | 1992    | 1996    | 1998    | 2000    | 2001    | 2002    |
| ------- | ------- | ------- | ------- | ------- | ------- | ------- | ------- | ------- | ------- | ------- |
| 31 941  | ↗36 000 | ↗38 456 | ↗40 181 | ↗41 881 | ↗42 500 | ↗43 100 | ↗43 400 | ↘43 300 | ↘43 100 | ↗43 224 |
| 2003    | 2005    | 2006    | 2007    | 2008    | 2009    | 2010    | 2011    | 2012    | 2013    | 2014    |
| ↘43 200 | ↗43 400 | ↘43 000 | ↘42 700 | ↘42 500 | ↗42 619 | ↘41 705 | ↘41 700 | ↗41 941 | ↘41 802 | ↘41 630 |
| 2015    | 2016    | 2017    | 2018    | 2019    | 2020    | 2021    | 2023    |         |         |         |
| ↘41 212 | ↘40 984 | ↘40 486 | ↘39 752 | ↘39 150 | ↘38 963 | ↘38 910 | ↘38 614 |         |         |         |

На 1 января 2025 года по численности населения город находился на 394-м месте из 1124 городов Российской Федерации.
Демографическая характеристика города имеет сложную историю, в 1946 году из города было депортировано всё немецкое население, а начиная с 1945 года город начинает заселяться переселенцами из разных областей РСФСР. Официальным и доминирующим языком является русский.
На каждые 100 женщин приходится 81,9 мужчин. На 01.01.2016 в городе проживало 18037 мужчин (из них 3943 до 18 лет и 3367 пенсионного возраста) и 22947 женщин (из них 3905 до 18 лет и 8760 пенсионного возраста) .
Национальный состав
По переписи населения 2010 года русские — 86,7 %, украинцы — 3,5 %, литовцы — 3,3 %, белорусы — 2,7 %, цыгане — 0,7 %, немцы — 0,6 %, армяне — 0,4 %, татары — 0,4 %, азербайджанцы — 0,3 %, остальные — 1,4 %.
По итогам переписи населения 2020 года проживали следующие национальности (национальности менее 0,1 % и другое, см. в сноске к строке «Другие»):
| Национальность | Численность, чел. | Доля     |
| -------------- | ----------------- | -------- |
| Русские        | 33 462            | 86,00 %  |
| Литовцы        | 471               | 1,21 %   |
| Украинцы       | 390               | 1,00 %   |
| Белорусы       | 276               | 0,71 %   |
| Цыгане         | 172               | 0,44 %   |
| Армяне         | 130               | 0,33 %   |
| Татары         | 89                | 0,23 %   |
| Немцы          | 80                | 0,21 %   |
| Азербайджанцы  | 68                | 0,17 %   |
| Узбеки         | 56                | 0,14 %   |
| Поляки         | 40                | 0,10 %   |
| Другие         | 3676              | 9,46 %   |
| Итого          | 38 910            | 100,00 % |

## Пограничная зона
Летом 2012 пограничная зона в районе Советска сокращена. Приказом ФСБ № 277 от 09 июня 2012 погранзона в муниципальном образовании «Советский городской округ» установлена лишь как «полоса местности шириной 500 метров вдоль берега реки Неман».
Вступление в силу данного документа имело прорывной характер для организации туризма в Советске без пересечения границы.

## Природа

### Растительность
Большая часть территории принадлежит паркам, фруктовым садам и скверам.

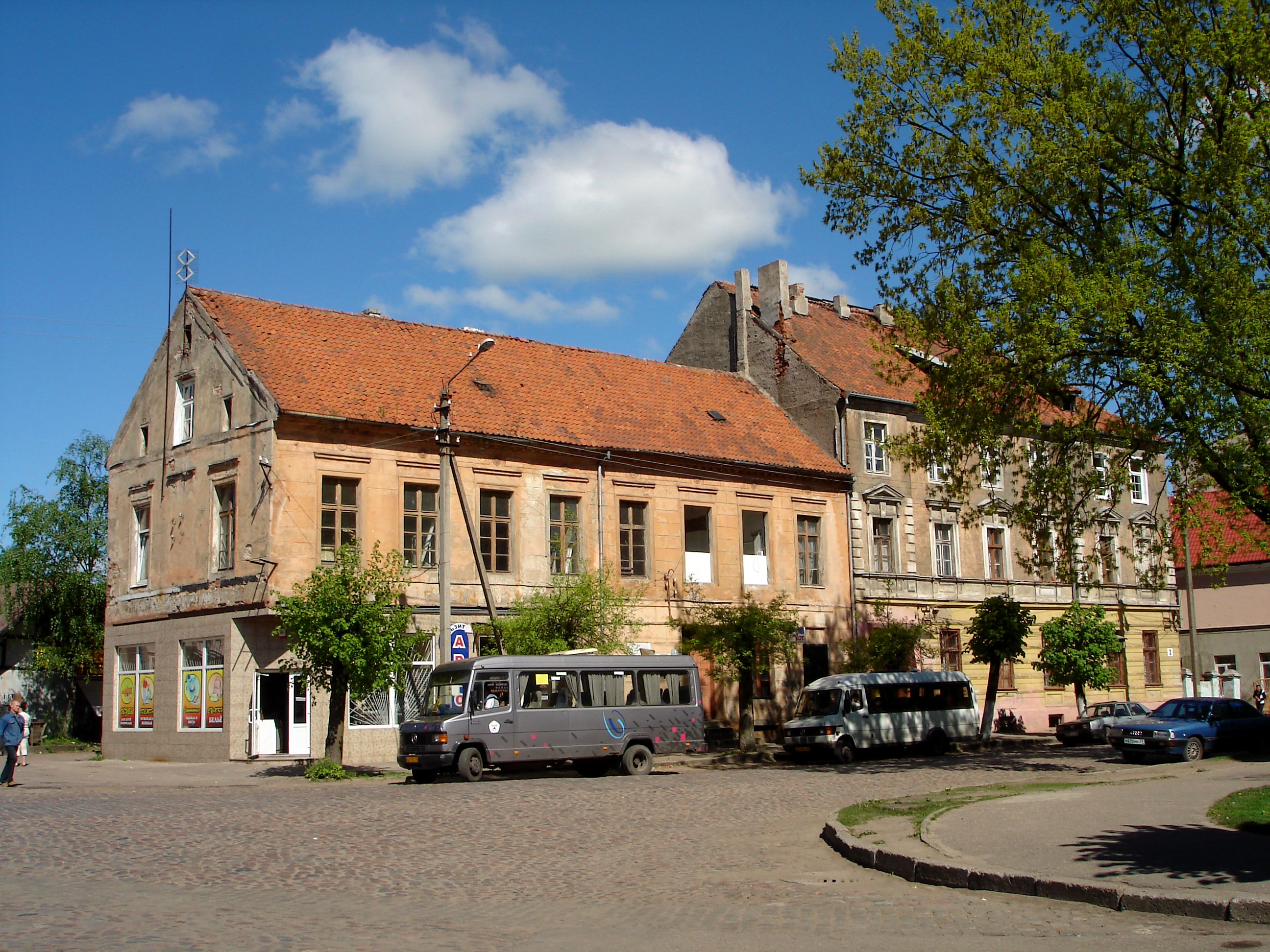

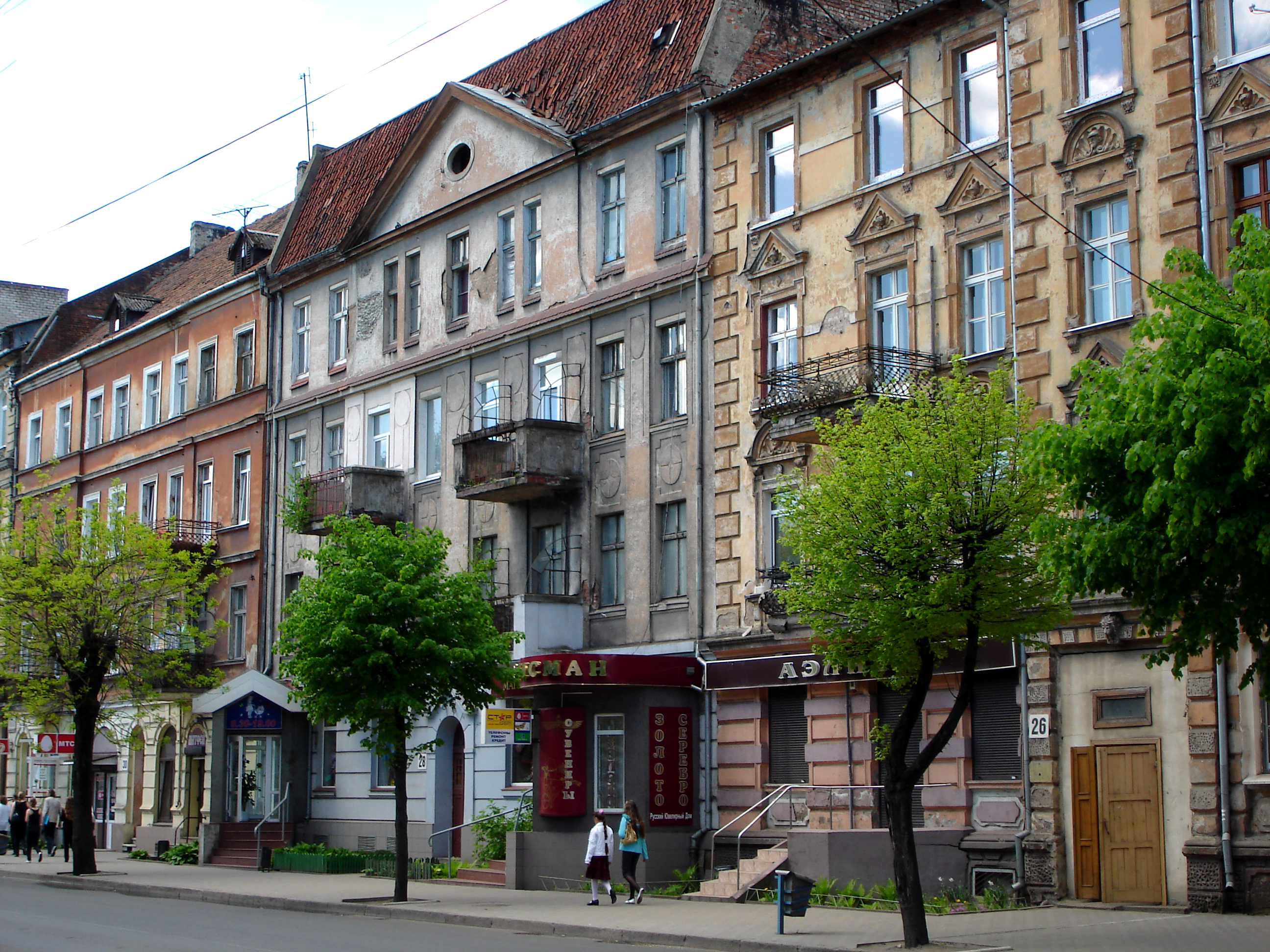

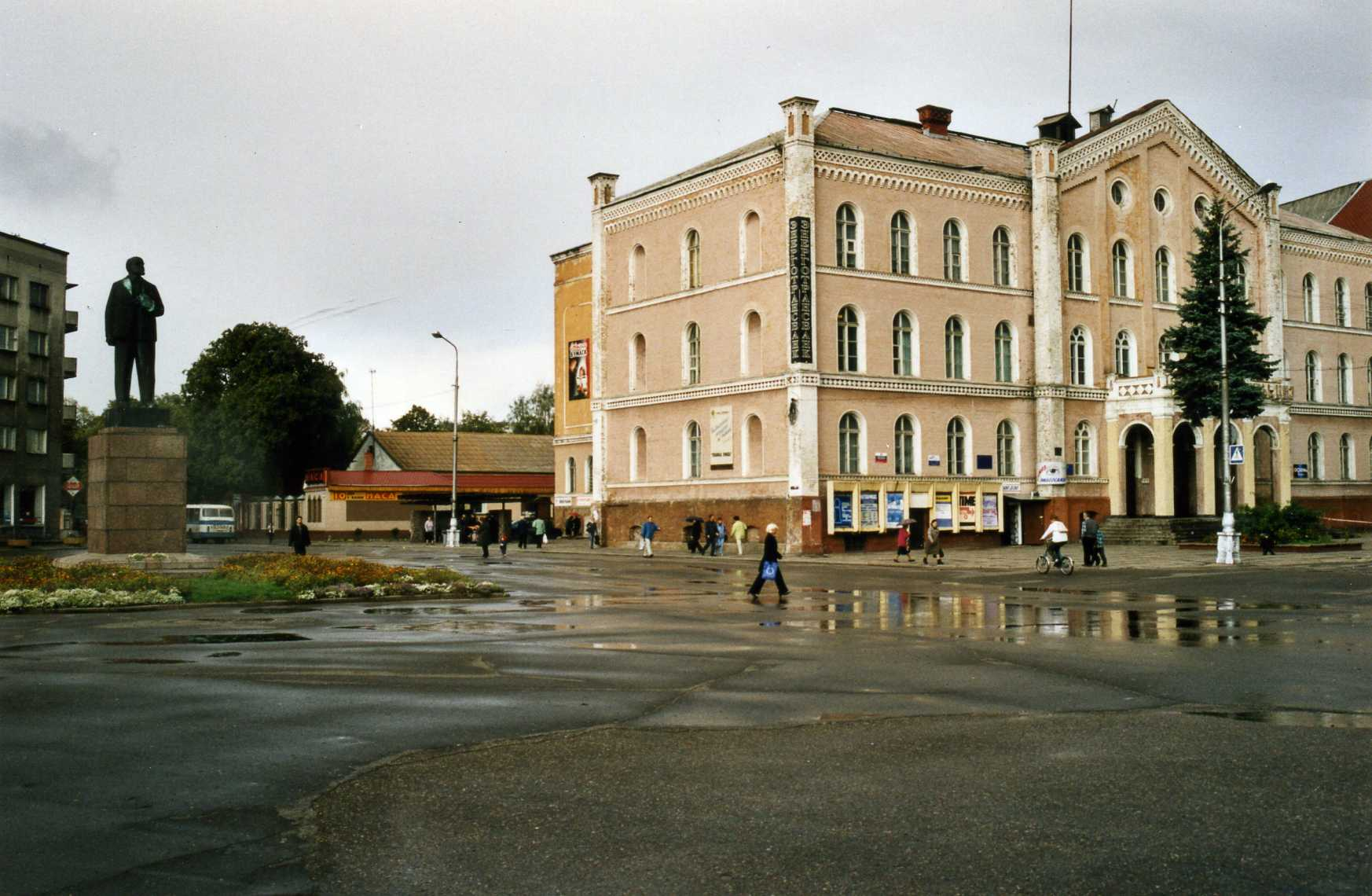

### Климат
Климат города переходный от морского к континентальному. Благодаря этому зима тёплая, а лето прохладное. Наиболее тёплые месяцы июль и август. Весна длительная, март и апрель холодные, а май и июнь тёплые. В течение всего года велика повторяемость сплошного облачного покрова. Степень покрытия неба облаками превышает 5,5 баллов. Высокая влажность воздуха и большая облачность заметно сказываются на изменении светового режима. Число пасмурных дней увеличено на некотором расстоянии от побережья, в полосе Советск — Черняховск — Железнодорожный, в связи с особенностями развития конвективной деятельности в тёплое время года. Ясные дни отмечаются редко — всего 30-33 дня в году. Весна и осень наступают медленнее, чем в материковых районах. Климат во многом сходен с климатом Калининграда.
- Среднегодовая температура — +7,3 °C.
- Среднегодовая скорость ветра — 4,7 м/с.

| Показатель              | Янв. | Фев. | Март | Апр. | Май  | Июнь | Июль | Авг. | Сен. | Окт. | Нояб. | Дек. | Год |
| ----------------------- | ---- | ---- | ---- | ---- | ---- | ---- | ---- | ---- | ---- | ---- | ----- | ---- | --- |
| Средняя температура, °C | −2,5 | −2,3 | 1,1  | 7,1  | 12,6 | 15,4 | 17,9 | 17,2 | 12,5 | 7,7  | 2,3   | −1,4 | 7,3 |
| Норма осадков, мм       | 55   | 45   | 44   | 40   | 56   | 79   | 88   | 89   | 75   | 72   | 63    | 59   | 765 |
| Источник:               |      |      |      |      |      |      |      |      |      |      |       |      |     |

## Экономика

### Промышленность
Крупнейшим, градообразующим предприятием города на многие десятилетия стал Советский целлюлозно-бумажный завод. Первые восстановительные работы на месте немецких фабрик начались уже в мае 1945 года. Завод был расположен в северо-западной части города на берегу реки Неман. Занимаемая им площадь составляла более 90 га, не считая территории короотвала. В лучшие годы на СЦБЗ численность рабочих доходила до 3500 человек. На предприятии имелась собственная пожарная часть, железнодорожное депо, нефтебаза, медицинская служба, спортивный зал с подогреваемым бассейном. ТЭЦ завода долгие годы была единственном источником центрального теплоснабжения Советска.

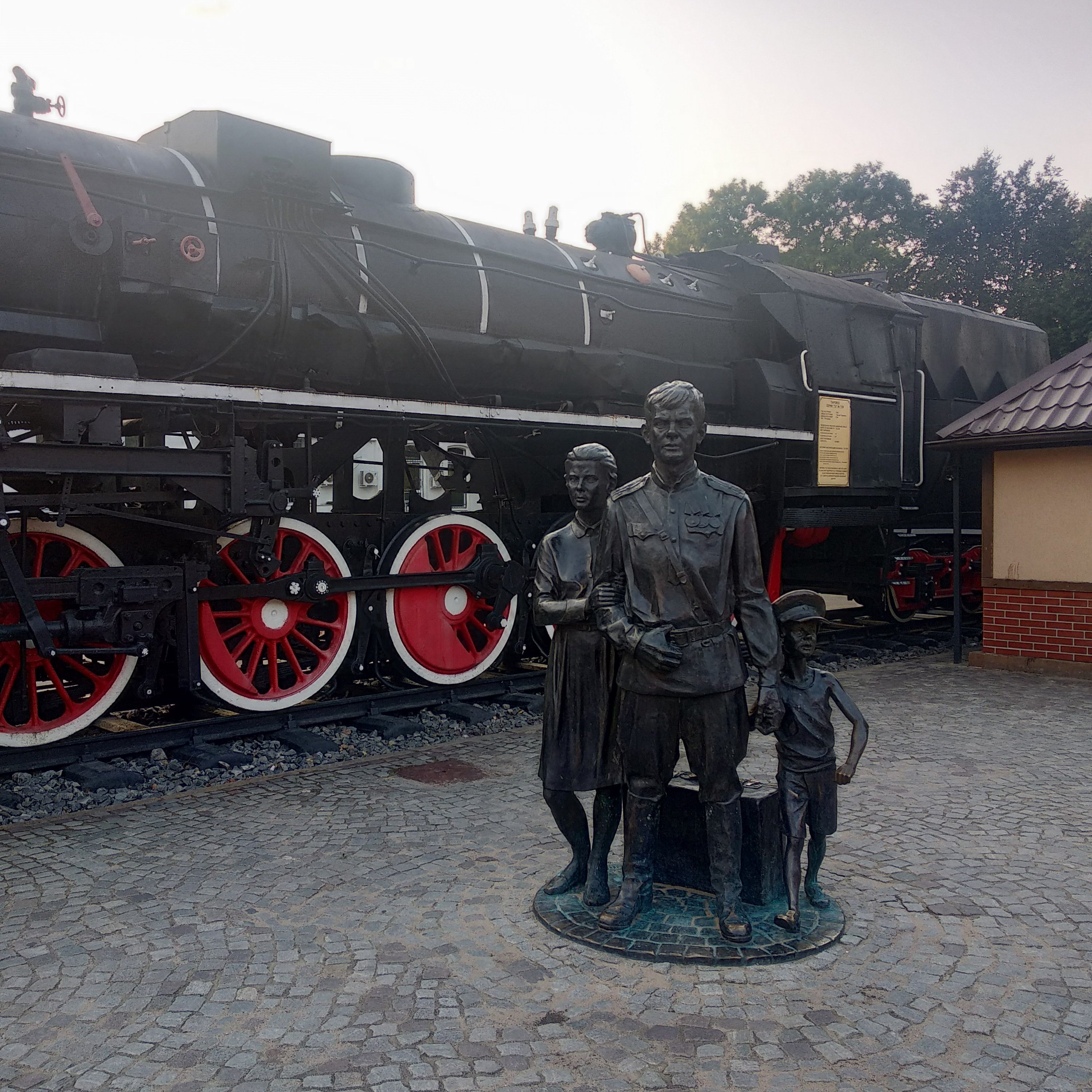
Памятник первым переселенцам. Советск

В 2006 году на предприятии произошёл крупный пожар, который до конца уничтожил ряд важных в технологическом процессе завода цехов. На территории СЦБЗ действует ООО «Атлас-Маркет», которое под торговой маркой «Советская бумага» выпускает гофрокартон и сопутствующие товары.

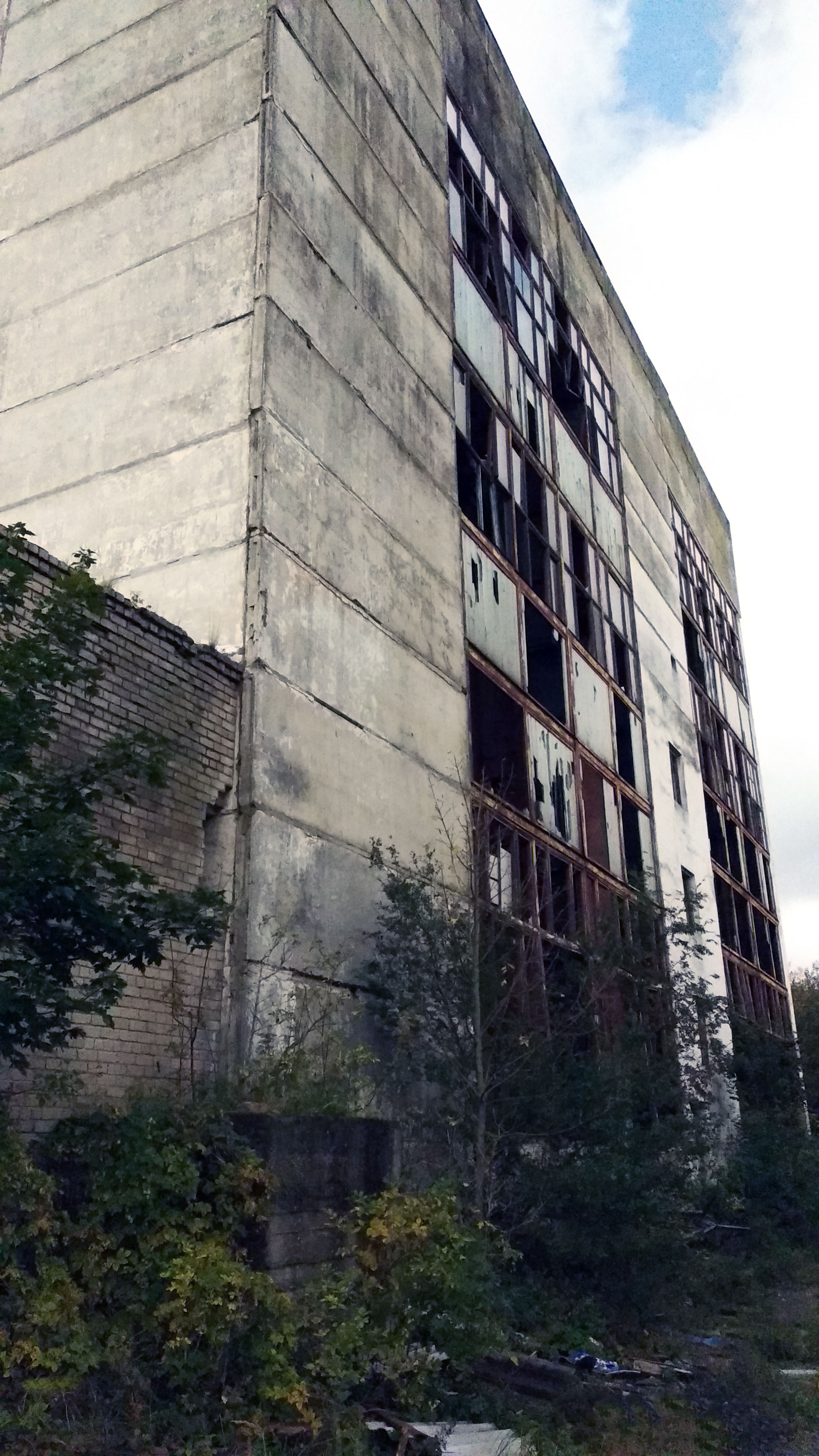
Главный корпус комбината молочных продуктов «Советский»

Ещё одним лидером промышленности Советска являлся комбинат молочных продуктов «Советский», построенный в западной части города на улице Маяковского и введённый в строй в 1978 году. Завод прекратил свою деятельность в 1994 году.
На территории города в советский период функционировали дрожжевой завод (Смоленская ул.), плодоконсервный (Больничная ул.), мукомольный' (ул. Гагарина), хлебозавод «Советский» (Красная ул.), мясокомбинат (Театральная ул.), пищевой комбинат Облпотресоюза (ул. Маяковского), пивзавод (ул. А. Невского). В 1990-е годы в городе открыто производство лимонадов и минеральной воды «СовЛит», филиал шоколадной фабрики «Новая Рута», коньячный завод.
В начале нулевых на территории бывшего автопарка УНР на ул. Маяковского литовской компанией «Vici» было построено пищевое предприятие «Вичюнай Русь». На нём производятся продукция из сурими.
Третьей по значимости отраслью для экономики города являлась лёгкая. Фабрика «Дружба» (ул. Искры) выпускала трикотаж.
В 1974 году на улице Гагарина вступил в строй флагман лёгкой промышленности города — Советская швейная фабрика.
В 1997 году прекратил производственную деятельность ЗПС — Завод промыслового судостроения, выпускавший малотонажные рыболовецкие и вспомогательные речные суда. На базе ремонтных железнодорожных мастерских станции «Советск» в 2005 году было создано ОАО "Экспериментальный завод «Металлист-ремпутьмаш», подразделение Калужского машиностроительного завода. На базе него на ул. Ленинградской позже было создано ЗАО «Металл-Гидравлик».
В 90-е годы на ул. Маяковского действовал завод по производству кабельной продукции «Балткабель».
«Машиностроительный завод „Радуга“»: в 2000-х годах в цехах завода располагалось сборочное производство телеаппаратуры «Стела Плюс». На ул. А. Невского на территории бывших воинских частей работали 'ОО «Амбер» и ООО «Радиозавод».
Советская мебельная фабрика располагалась в районе 5 школы на улице Тимирязева. Компания прекратила существование в 2005 году.
Имелись Строительно-монтажное управление № 6 (СМУ-6), ремонтно-строительное управление № 2 (РСУ-2), Советский ЖБИ, военный ремонтный завод. 

### Инфраструктура
В послевоенный период город стал важным энергетическим узлом. Построенная в восточной части города подстанция 330 кВ «Советск»'до строительства в Калининграде ТЭЦ-2 являлась важным энергетическим хабом и обеспечивала поставки электроэнергии в Калининградскую области из Литовской ССР, а впоследствии и независимой Литвы.
Имелись Советская нефтебаза, линейный цех связи на Жилинском шоссе, станция сжиженного газа «Калининградгазификации».
В марте 2018 года в Советске вступила в строй Талаховская ТЭС.

### Торговые комплексы
В Советске торговые комплексы представлены следующими компаниями центр бытовой техники Максимус; ОАО «Виктория» торговые комплексы «Виктория» «Виктория-Квартал», и «Дёшево»; , ТЦ «Европа», ТЦ «Аркада», ТЦ «Балтийский Меридиан».

### Городской рынок
Муниципальный рынок Советска — это комплекс на 1000 торговых мест.

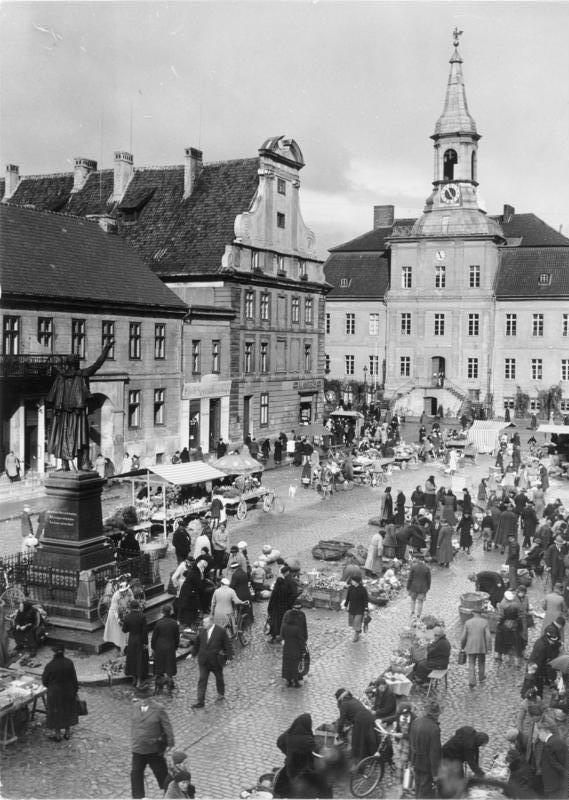
Исторический центр города (1930)

## Транспорт
Протяжённость автомобильных дорог составляет 105,0 км, федерального значения 13,6 км. Общая протяжённость железнодорожных путей в пределах границ города — 17,0 км.
По данным органов Росстатистики протяжённость автомобильных дорог общего пользования в пределах городской черты — 94,5 км, что составляет 90 % от общей протяжённости дорог местного значения.

### Железнодорожный транспорт
1865 год — Тильзит связан железной дорогой с Инстербургом;
1875 год — строительство железнодорожного моста через Неман;
1891 год — открытие железнодорожной линии Тильзит — Кёнигсберг;
Станция Советск является железнодорожным узлом. В советский период через город осуществлялось пассажирское движение по маршруту Калининград-Ленинград, Калининград-Рига. Основной поток станции составляли грузы для многочисленных производств города, в первую очередь СЦБЗ.
В Советске сходятся относящиеся к Калининградской железной дороге железнодорожные линии из Черняховска, Полесска и Калининграда, Немана (служебная линия, используется только для перевозок продукции завода строительных материалов, пассажирского движения нет) и Литвы (только грузовое движение). Осуществляется пассажирское железнодорожное сообщение с городом Калининградом (1 раз в сутки).

### Узкоколейные дороги
В прошлом Тильзит также обслуживался железными дорогами узкой колеи, см Узкоколейные железные дороги Восточной Пруссии.

### Автодороги
Толчок к развитию города дало в 1836 году сооружение шоссе Тильзит — Рига
Через Советск проходит федеральная автотрасса Гвардейск — Неман до границы с Литвой (через Шяуляй на Ригу), А216 входящая в состав европейской автодорожной сети E 77. С 2013 года ведётся строительство нового терминала МАПП «Дубки — Rambynas» вне городской черты. Установление пункта пропуска позволит вывести транзитные транспортные потоки за пределы города Советск (Калинградская область) и способствовать разрешению проблемных ситуаций, в том числе, связанных с экологической обстановкой в городе.

### Водный транспорт
Тильзит был центром речного судоходства. В советский период порт был быстро восстановлен из руин, а потом и значительно вырос. Объёмы перевалки сыпучих грузов были одними из самых больших в регионе. Флот порта представлял собой большое количество барж, перевозки пассажиров осуществлялись теплоходами «Восход» и «Заря». Рейсы осуществлялись в города Каунас и Клайпеда. Порт располагался вдоль берега реки Неман от улицы Герцена до Мукомольного завода. Большую часть его территории занимали различные сыпучие грузы, доставляемые в город баржами порта.
Грузовое и пассажирское сообщение по р. Неман функционировало до 1991 года. Из-за распада СССР деятельность порта была прекращена, а суда распроданы.

### Воздушный транспорт
- 1921 год — открыто авиасообщение Данциг — Кёнигсберг—Тильзит — Мемель;
- 1926 год — открыто авиационное сообщение Берлин —Кёнигсберг — Тильзит — Ревель — Ленинград и Берлин — Кёнигсберг — Тильзит — Москва;
- 1945 год — в Тильзите имелось воздушное сообщение с Кёнигсбергом и Берлином.

В советский период в шестидесятые годы на самолёте АН-2, а позже на вертолётах осуществлялось пассажирское сообщение между Калининградом и Советском. После развития и совершенствования автомобильного транспорта воздушное сообщение было упразденно.

### Междугородное и международное автобусное сообщение
Автобусное сообщение представлено внутриобластными и международными маршрутами. Основные Советск — Калининград; Советск — Черняховск — Гусев и международные маршруты: Калининград — Рига, Калининград — Таллин, Калининград — Вильнюс.

### Проблемы транзита
Основные проблемы транзита и логистики связаны с визовым режимом ЕС и РФ. Доставка грузов и пассажиропотока проходит через таможенный терминал Советск — Панямуне.

### Городской общественный транспорт
В 1946 году на ул. Суворова, 1А свою деятельность начала автоколонна 1704. 
Она занималась грузоперевозками по заказам предприятий региона, а также доставкой пассажиров общественным автомобильным транспортом с востока области.
В городе было 12 автобусных маршрутов, самый удалённый из которых — № 5 ходил до Советского санатория.
В 2007 году правопреемником старейшего предприятия стало ООО «Аркада-СЗП»..
В городе несколько рейсовых маршрутов. Основную долю пассажиропотока перевозит межмуниципальный маршрут Советск-Неман № 301, а также муниципальные автобусные маршруты № 1, № 2, № 4, № 5, № 6, а также имеется междугородний автобусный маршрут №601э Советск-Калининград

### Тильзитский трамвай
Электрический трамвай действовал в Тильзите с 1901 по 1944 годы. Всего было четыре маршрута.

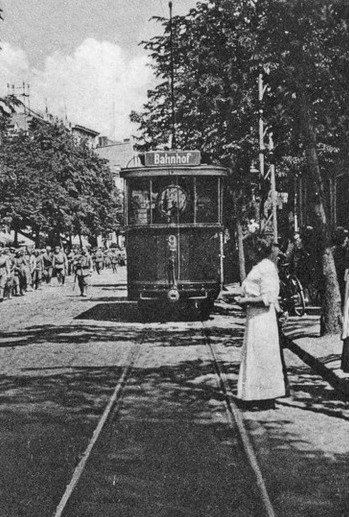
Тильзитский трамвай, как видно на фотографии, по направлению на вокзал (Bahnhof)

### Мосты
Сегодня в Советске расположено два моста через реку Неман: железнодорожный мост и автомобильно-пешеходный — знаменитый мост королевы Луизы.
Тильзит 15 октября 1875 года — железнодорожный мост связал два берега Мемеля (Немана).
В 1904 году началось строительство нового моста длиною 416 метров — моста Королевы Луизы, мост был открыт в 1907 году.
В 2011 году началось строительство нового автомобильного моста через реку Неман, рядом с пунктом пропуска, открытие которого запланировано на 2018 год.

## Улицы Советска
Всего в Советске находится более 140 улиц. Большинство улиц было переименовано с немецких названий на русские. После Второй мировой войны многие старинные улицы сохранили свой исторический облик, они выложены брусчаткой, обсажены деревьями по обочинам и имеют живописный вид. В названиях улиц Советска увековечены имена многих героев Великой Отечественной войны Г. П. Бурова, С. В. Лямина, К. Я. Талаха и др.
Самая старая и широкая улица города — улица Гагарина. Центральная торговая улица города — улица Победы.
Главная транспортная магистраль города — улица Ленина. Ряд улиц назван в честь героев Гражданской войны — улица Чапаева, улица Воровского.

## Образование
Сеть дошкольных образовательных учреждений Советского городского округа представлена 11 муниципальными дошкольными образовательными учреждениями и 1 ведомственным детским садом.
По своему статусу муниципальные дошкольные образовательные учреждения делятся на:
- центр развития ребёнка (первая категория) — 5;
- ДОУ с приоритетным осуществлением различных направлений деятельности (вторая категория) — 5;
- ДОУ (третья категория) — 1.

### Колледж культуры и искусства Калининградский областной
Созданная в 1949 г. культурно-просветительная школа в 1959 г. преобразована в областное культурно-просветительное училище; с 1991 г. — областное училище культуры, с 1994 г. — колледж. В 1961 г. открыто заочное отделение.
Директора: С. А. Лихачёв (1949); А. В. Бачурин (1949—1954); П. Т. Сутыгина (1954—1958); З. В. Загородникова (1958—1965); А. Я. Лукьяненко (1965—1971); С. А. Фирсиков (1971—1972); Н. П. Гревцев (1972—1974); Б. Н. Сторожев (1974—1977); В. А. Миненков (1977—1994); З. П. Васильева (1994—1999); Р. Г. Скобелева (1999—2007), Е. И. Захарова (с 2007).

### Кинотехникум Советский
Кинотехникум Советский открыт в 1949 г. в г. Советске на базе республиканской школы киномехаников; в 1961 г. организовано заочное отделение, в 1981 г. созданы Всесоюзные курсы повышения квалификации инженерно-технических работников.
Директора: И. А. Бузукашвили (1948—1949); А. А. Жук (1949—1950); Н. Д. Панфилов (1950—1951); М. П. Сидоренко (1951—1956); И. А. Бабушкин (1956—1960); М. Н. Черномордик (1960—1985); В. Н. Светлов (1985—1998); В. Л. Мастеров (с 2002).
В июле 2016 г. закрыт филиал Всероссийского государственного института кинематографии (ВГИК) им. С. А. Герасимова в г. Советске.

### Училище № 1
Готовило рабочих различных специальностей, операторов буммашин, электриков и тд. Основным местом трудоустройства выпускников училища был Советский ЦБЗ, а также многочисленные предприятия и организации города. Располагалось в учебных корпусах по улице Больничной (дома № 9 и 10). В наши дни здесь расположен корпус № 3 Технологического колледжа Советска.

### Училище № 12
Готовило пекарей, кондитеров и работников торговли. Учебный корпус расположен на перекрёстке улиц Герцена и Гагарина. В наши дни здесь расположен корпус № 2 Технологического колледжа Советска.

### Училище № 14
Изначально готовило киномехаников и кинооператоров. После запуска в городе Швейной фабрики стало готовить швей, портных, модельеров. Сейчас это корпус № 1 Технологического колледжа Советска на улице Пушкина.

## Спорт
На территории округа имеется одна детско-юношеская спортивная школа и 48 спортивно-оздоровительных объектов, главным образом, спортзалов и спортивных площадок.
В городе на базе ФОКа «Дружба» существуют две любительские хоккейные команды, ХК «Тильзит» и ХК «Янтарь», выступающие на областных хоккейных соревнованиях и в Калининградской Региональной Хоккейной Лиге.
В городе базируются футбольные команды: «Красная Звезда» и «Фортуна». Команда «Красная Звезда» (основана в 1947 году, хотя футбольное движение зародилось в городе ещё в немецкий период) неоднократно выигрывала кубок области (8 раз), была областным чемпионом (1964 год).
В 2013 году в Советске прошёл международный турнир по водно-моторному спорту на аквабайках. Победителем в классе Ski Stock и Ski GP стал Анатолий Воищев.

## Здравоохранение
Со времён Советского Союза имеется туберкулёзный санаторий.
Система муниципального здравоохранения округа располагает 3 лечебно-профилактическими учреждениями — центральная городская больница, инфекционная больница и стоматологическая поликлиника. В состав центральной городской больницы входят поликлиника, 8 отделений стационара, а также служба скорой помощи, детская поликлиника и женская консультация.
В городе построены[когда?]

 и в 2012 году введены в эксплуатацию очистные сооружения.

## Религия
Православие

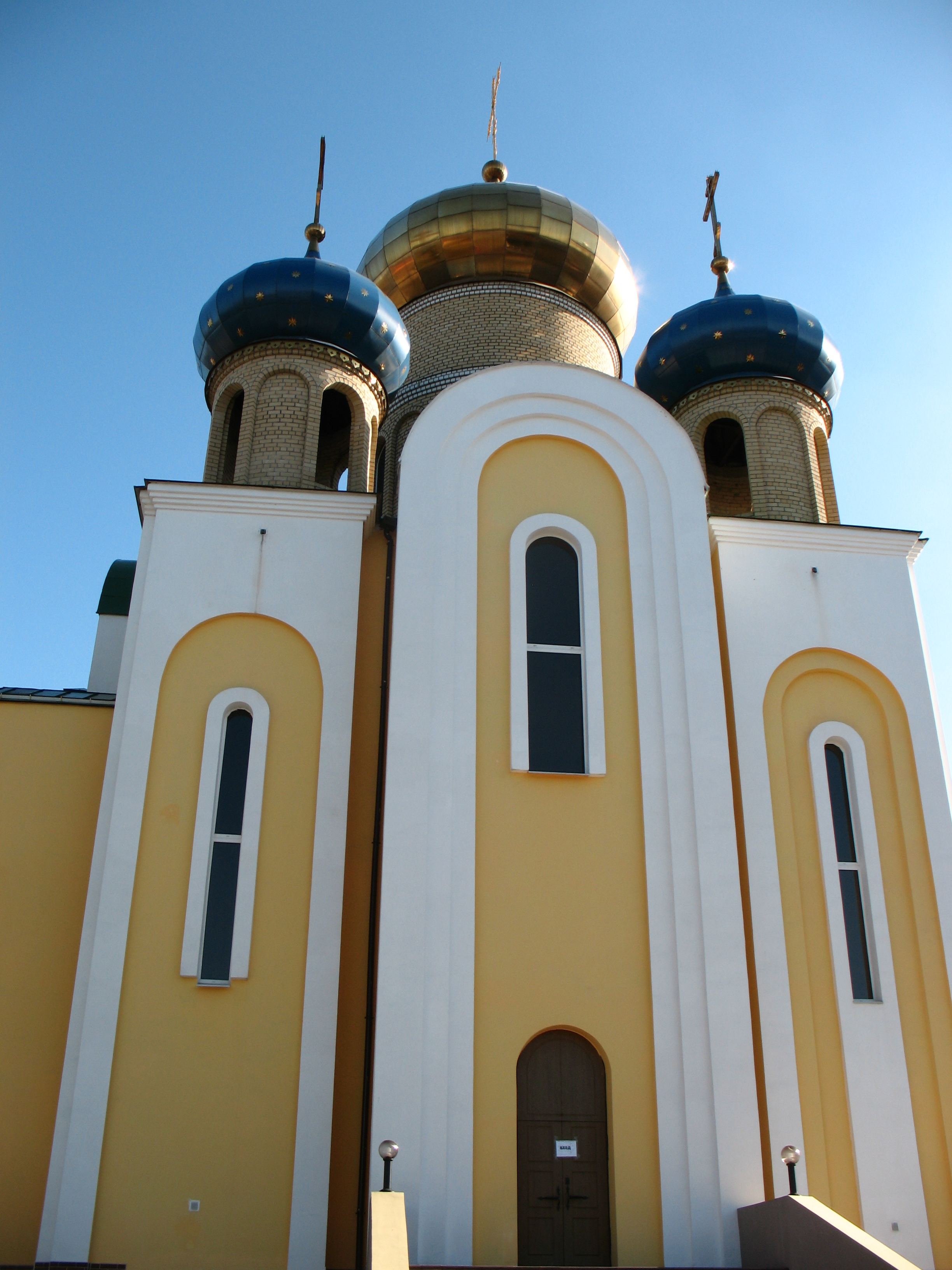
Собор в честь Трёх Святителей Вселенских

2 августа 1988 года в Советске была совершена первая Божественная литургия в первом в городе православном храме в честь Святой Троицы. Богослужение возглавил архиепископ Смоленский и Вяземский Кирилл (ныне — Патриарх Московский и всея Руси). Первый настоятель храма — священник Пётр Бербеничук. Начиная с 1998 года церковная жизнь города значительно активизировалась. Началось строительство нового деревянного православного храма в честь Почаевской иконы Божьей Матери. Храм был освящён 17 апреля 1999 года. В том же году были осуществлены проектные работы по строительству нового собора в честь Трёх Святителей Вселенских: Василия Великого, Григория Богослова и Иоанна Златоустого. 5 мая 2000 года был заложен фундамент. В 2007 году были полностью закончены строительные работы снаружи здания, храм выстроен в традиционном русском архитектурном стиле. Освящение собора было совершено митрополитом Смоленским и Калининградским Кириллом (ныне Святейший Патриарх Московский и Всея Руси) 4 ноября 2007 года, в присутствии губернатора области Г. В. Бооса, других руководителей области и города.
Католицизм

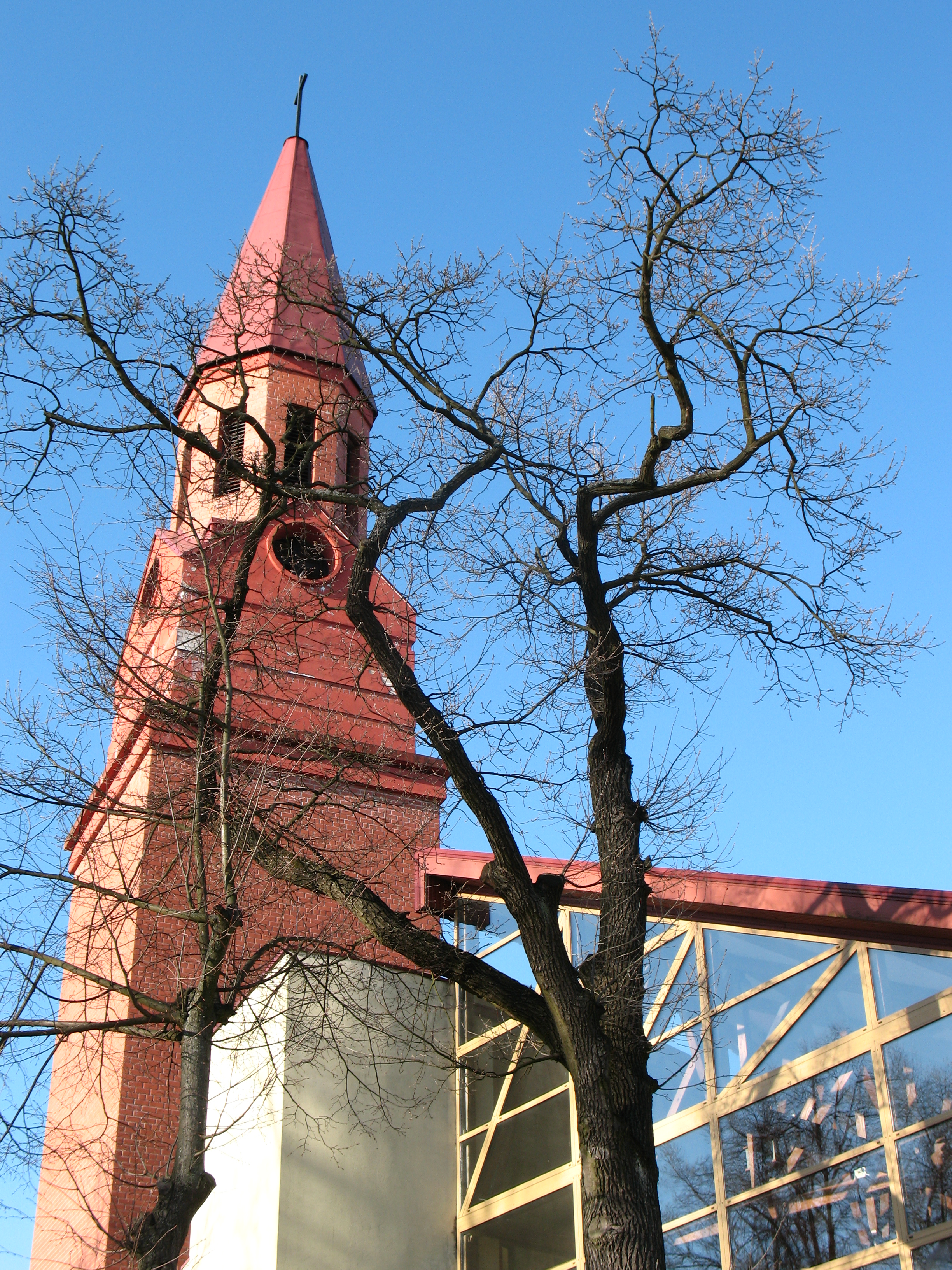
Приход Воскресения Христа

История современной католической церкви в Советске начинается с 1992 года. Благодаря энтузиазму священника Анупраса Гауронскаса, который в 1991 году был назначен епископом Тадеушем Кондрусевичем на должность настоятеля прихода Воскресения Христа в Советске, а также местных католиков, было начато возведение нового здания католического храма. Торжественное открытие и освящение прихода Воскресения Христа состоялось 20 августа 2000 года. Возведение этого величественного сооружения было достигнуто благодаря замыслу архитекторов из Каунаса Гедеминаса Юрявичуса и Стасиса Юшки́, воплощено строителями и поддерживается служителями.

## Культура

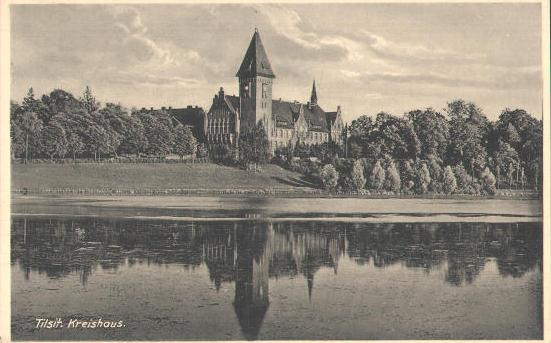
Мельничный пруд

### Театр юного зрителя «Молодёжный» (Тильзит-театр)

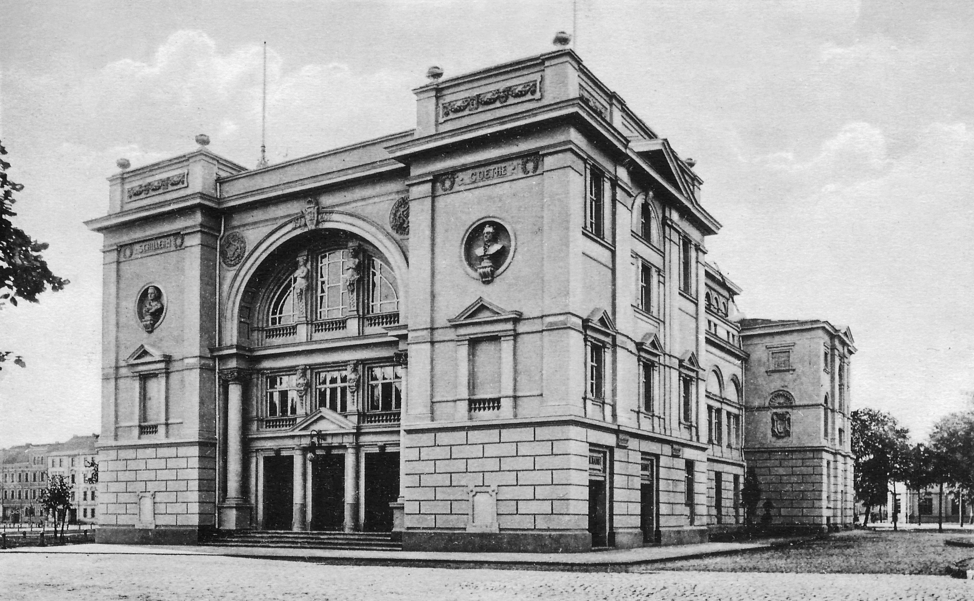
1900—1925

В 1989 году театр обрёл статус «Молодёжного» и получил право на рекламное название «Тильзит — Театр».
Евгений Марчелли — главный режиссёр и художественный руководитель театра с 1993 по 1999 год. В 2012 году главным режиссёром театра стал Вилюс Малинаускас.

### Зелёный театр

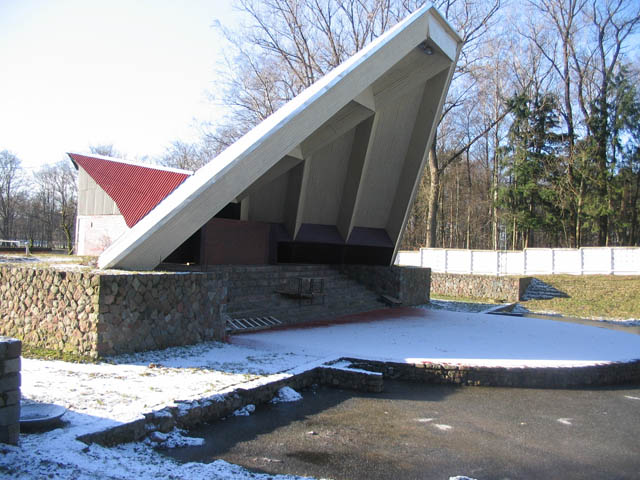
Зелёный театр

В 1935 году нацистский тингплац расположился среди сосен на дюнообразном холме окраины парка. 

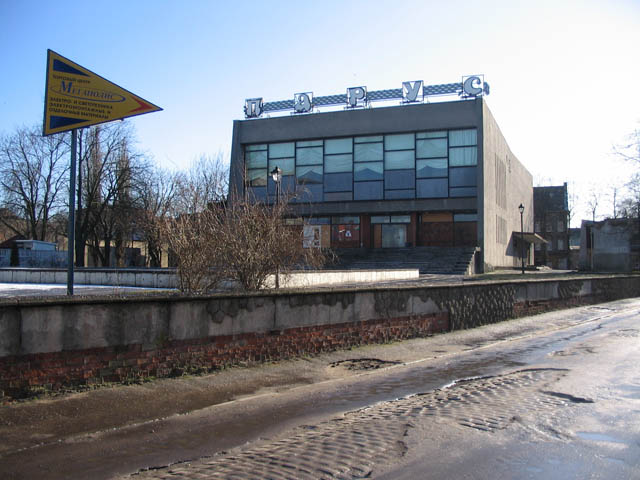
«Парус», бывший кинотеатр «Неман»

Новые жители города, уже Советска, нашли намного более достойное применение широкому амфитеатру. В послевоенные годы бывшая площадка для пропаганды идей нацизма трудом многих советчан превратилась в прекрасное место отдыха и культуры — «Зелёный театр». Сцена под открытым небом многие десятилетия стала местом проведения всевозможных культурных мероприятий, концертов и фестивалей. Кроме местных и региональных коллективов в театре выступали такие исполнители, как Игорь Корнелюк, Татьяна Овсиенко, группа «Мираж» и многие другие. Здесь ежегодно проходит множество фестивалей и концертов. «Зелёный театр» — излюбленное место советчан.

### Кинотеатры
После 1945 года в Советске был открыт кинотеатр Спартак. Он располагался на улице Победы, напротив сквера с памятником воину-освободителю.
В 1976 году СМУ-6 города был построен новый, широкоформатный кинотеатр «Неман», отвечавшему всем требованиям того времени. В 90-е годы кинотеатр был перепрофилирован в концертный зал и был переименован в «Парус».
Кроме того, до конца 90-х годов действовал кинотеатр в здании Дома культуры Советского ЦБЗ.

## Архитектура и достопримечательности

Памятник трамваю на площади
Памятник королеве Луизе в парке Якобсруэ
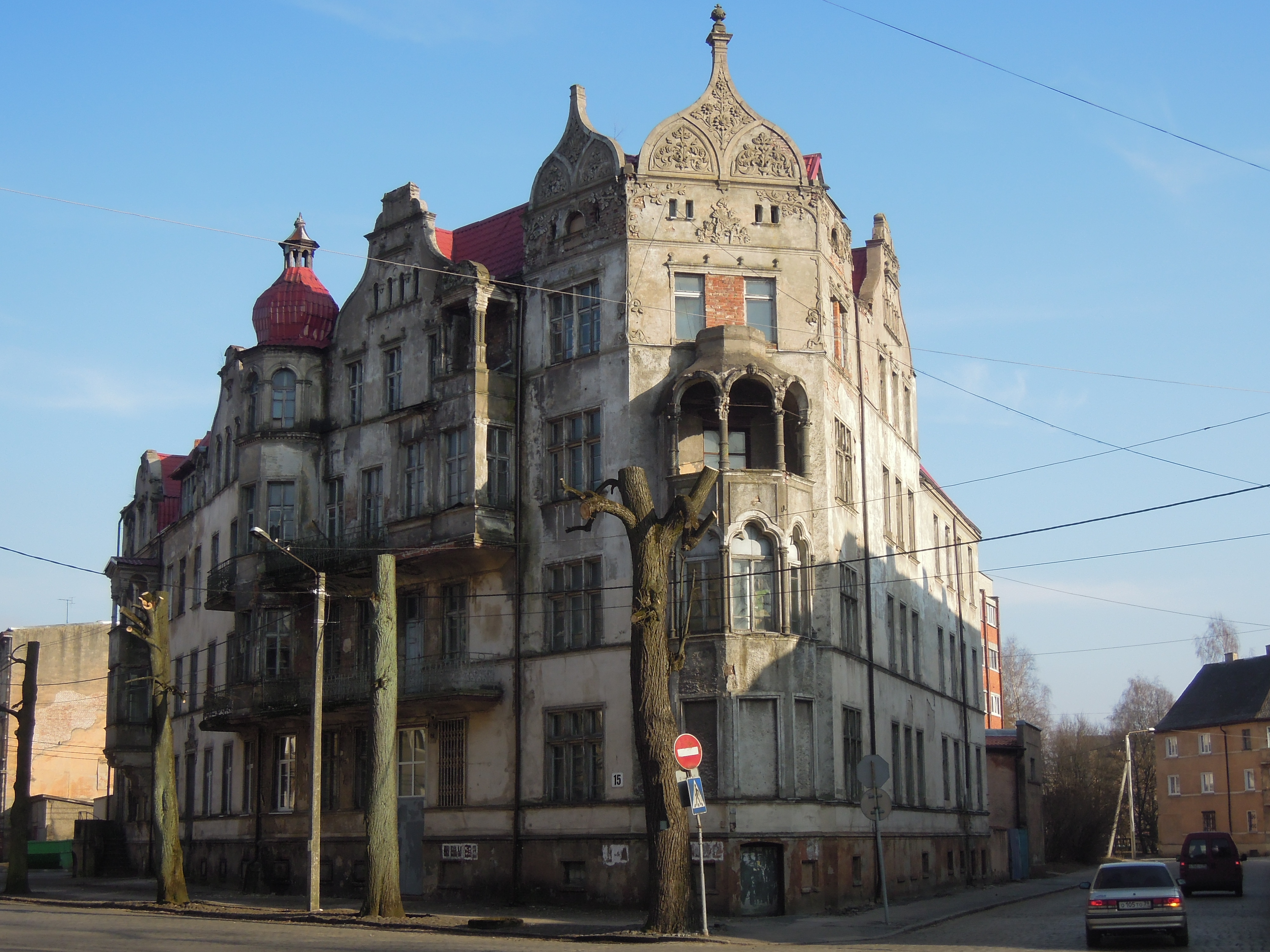
Дом Мюллер-Шталя
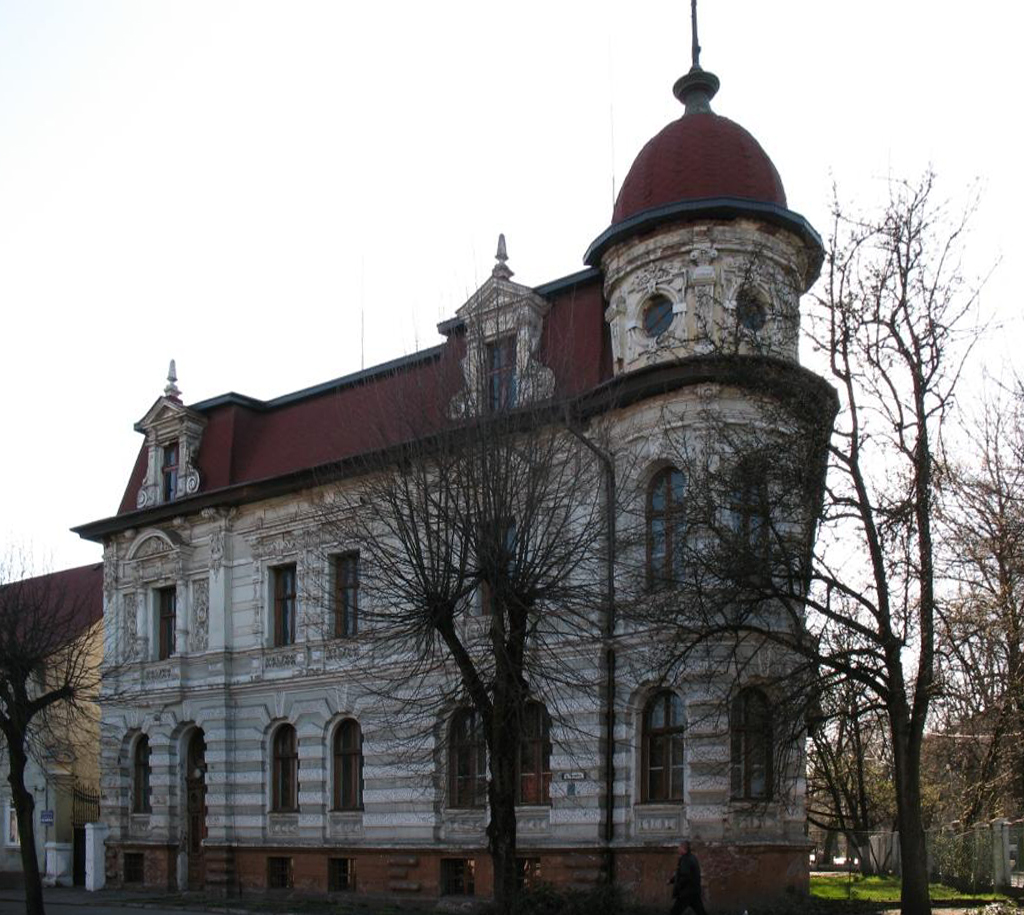
Вилла Франка
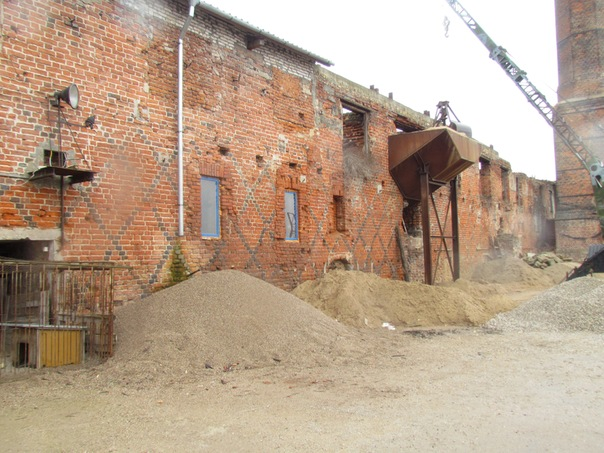
Руины замка Тильзит XIV века
Статуя рыцаря на фасаде здания
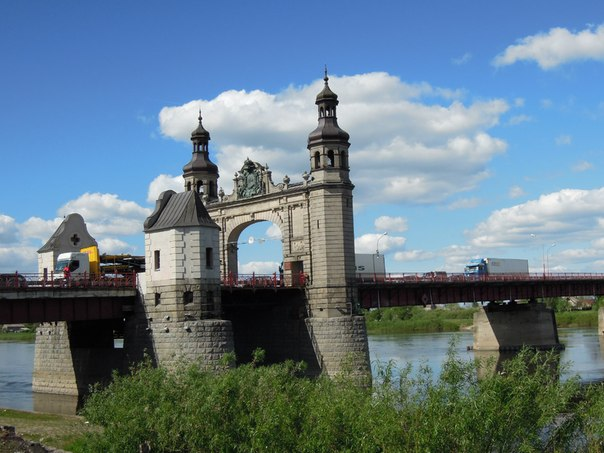
Мост королевы Луизы
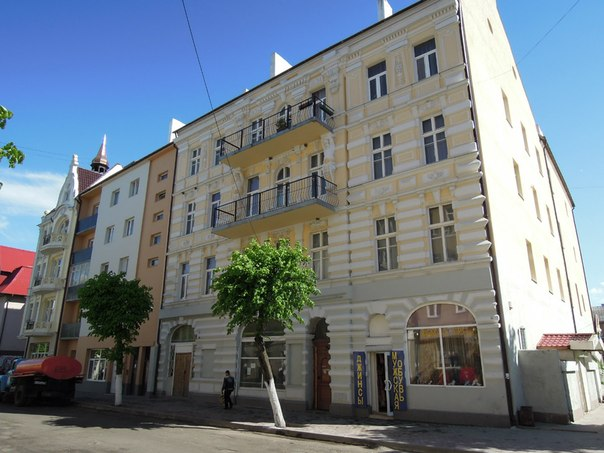
Дом с атлантами
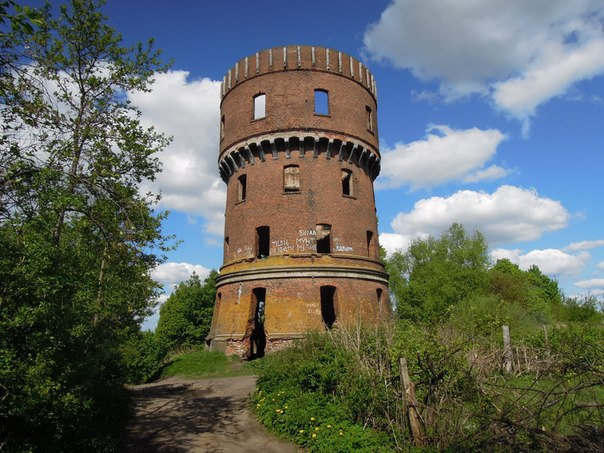
Водонапорная башня Тильзита
Фонтан со скульптурой орла и маскароном льва
Старинная Фреска «Павлин» в подъезде жилого дома
Памятная доска литовскому философу Видунасу
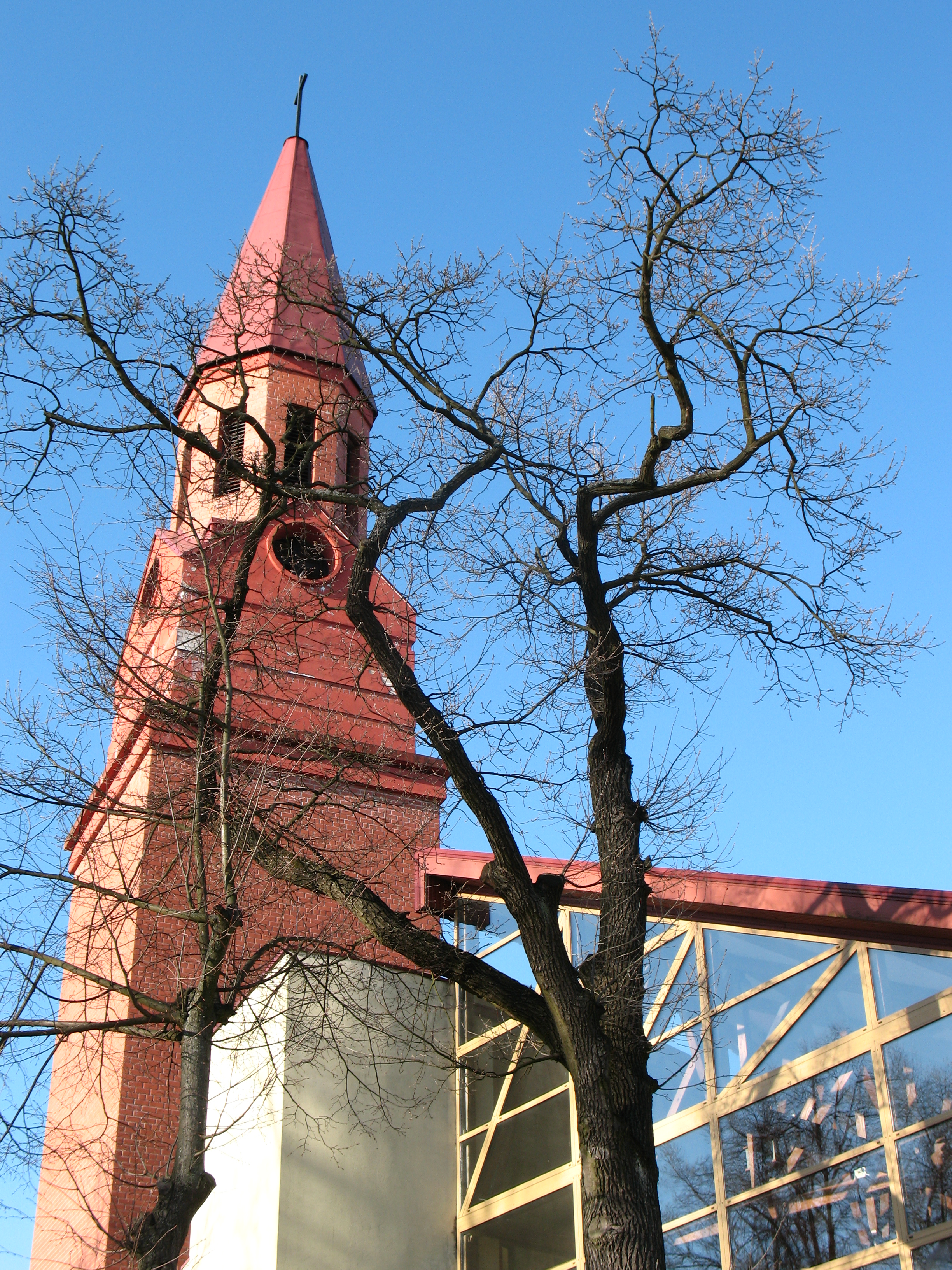
Кирха Вознесения Христа
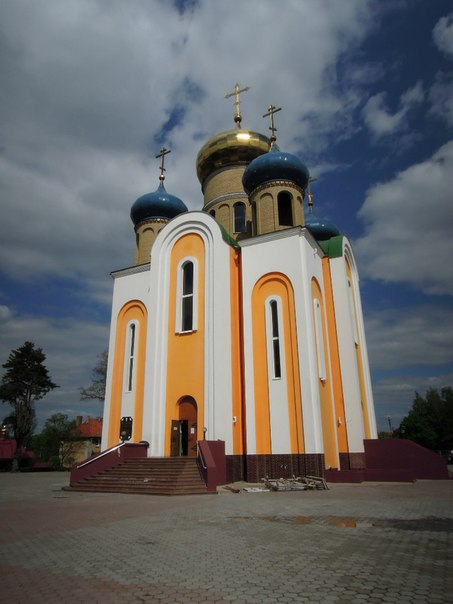
Собор трёх Святителей
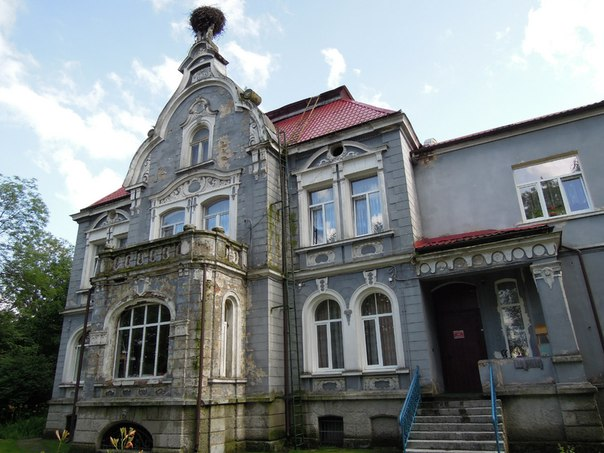
Вилла торговца лесом
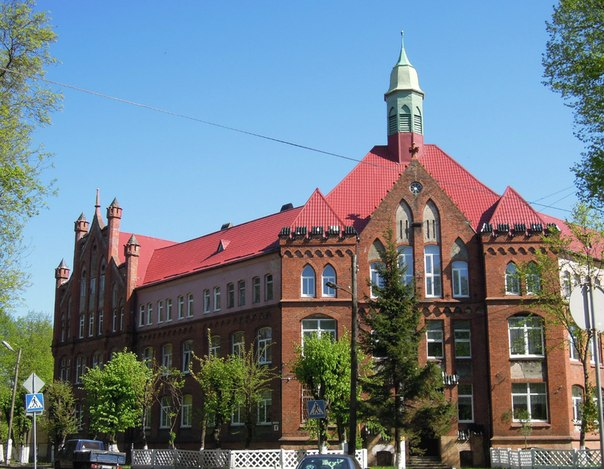
Начальная школа гимназии № 1
Памятник академику Павлову
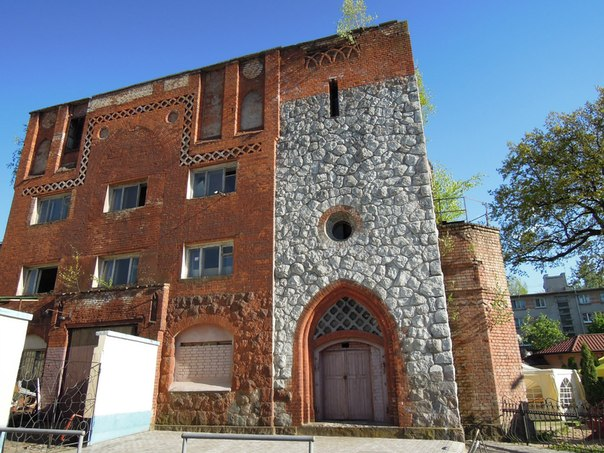
Евангелистско-лютеранская кирха Креста
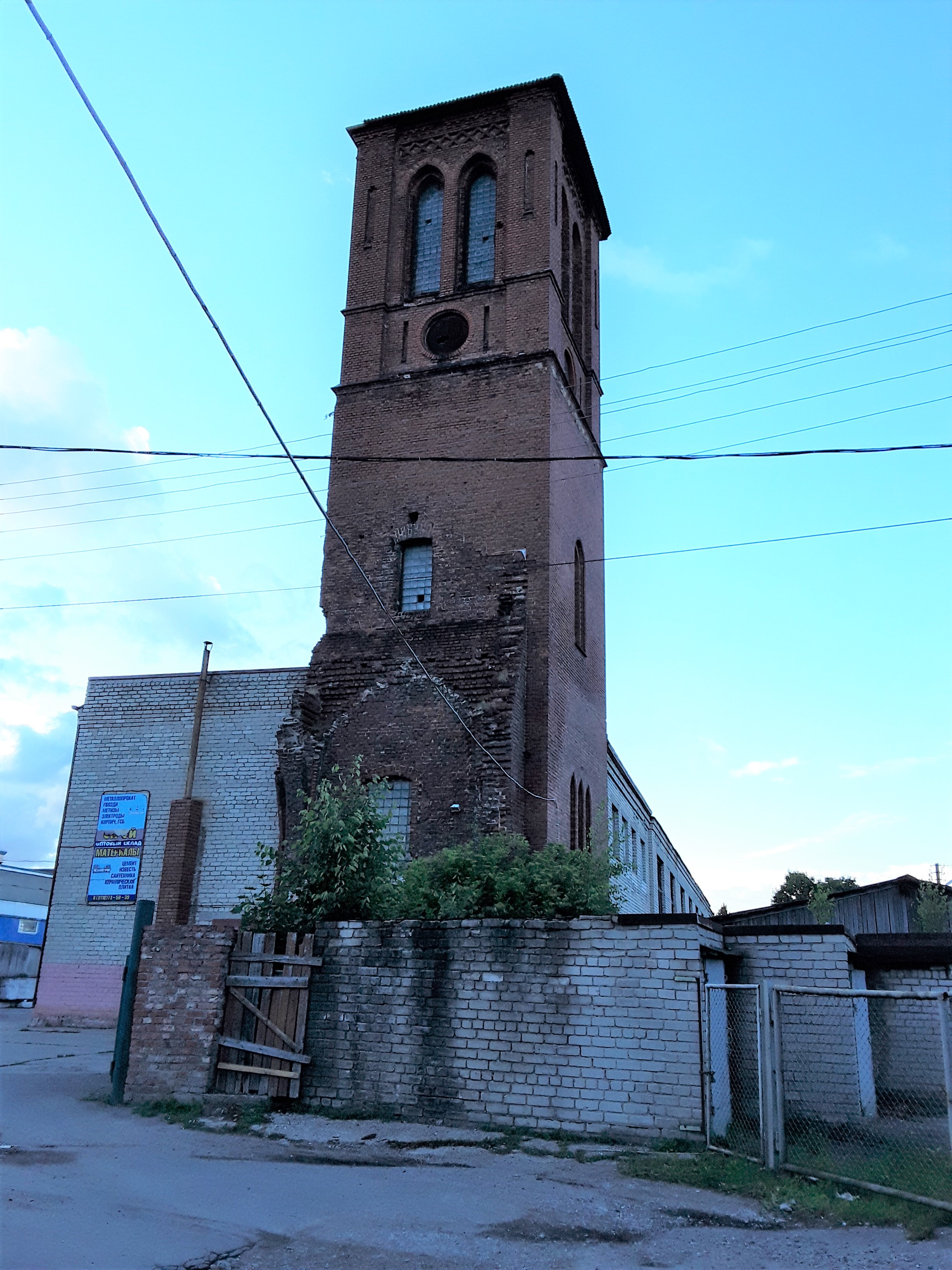
Колокольня Реформатской кирхи
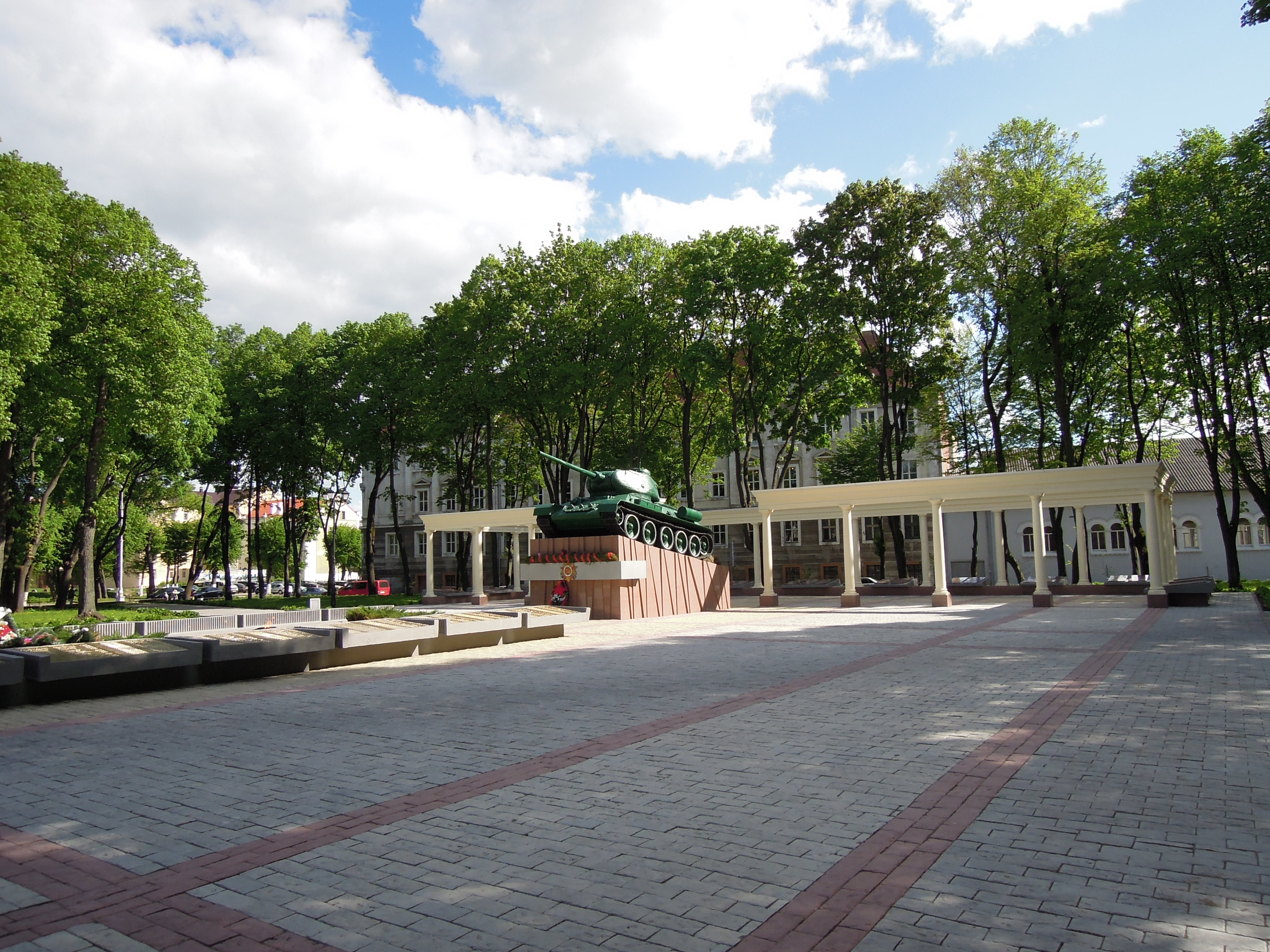
Парк Победы с мемориальным комплексом «Танк»
Скульптура «Лось»
Памятный камень и памятный дуб, установленные в честь победы во Франко-Прусской войне
Памятник первым переселенцам
Памятник Воину-освободителю

- Памятник королеве Луизе в парке Якобсруэ (скульптор Г. Эберляйн, установлен в 1900, восстановлен в 2014);
- Ворота от дома Стрелкового общества, где находилась первая резиденция Наполеона в Тильзите — начало XIX века;
- Руины замка Тильзит — XIV век;
- Здание портового склада Тильзита (по проекту Петера Беренса) — 1928;
- Мост королевы Луизы с въездной аркой — 1907;
- Здание Тильзит-театра — 1893;
- Скульптура «Лось» (автор Фордермайер) — 1928;
- Фонтан со скульптурой орла и маскароном льва на площади герцога Альбрехта — 1912 (восстановлен в 2013);
- Памятник первым переселенцам — 2015;
- Вилла Франка — 1887—1888;
- Евангелистско-лютеранская кирха Креста — 1911;
- Здание ложи «К трем патриархам» (по проекту Э. Мендельсона) — 1926—1927 гг;
- Кирха Вознесения Христа — 2000;
- Дом, в котором родился Армин Мюллер-Шталь;
- Памятный камень и дуб, установленные в честь победы во Франко-Прусской войне 1870—1871;
- Парк Победы и «Танк»;
- Водонапорная башня Тильзита — 1898;
- Склады купеческого общества — 1835;
- Тильзитская классическая гимназия — 1900;
- Казармы литовского драгунского полка — 1879;
- Здание театра королевы Луизы — 1910;
- Здание тильзитского почтамта — 1835;
- Уникальная фреска «Павлин» в подъезде жилого дома на улице Ломоносова;
- Здание акционерного пивоваренного общества — конец XIX века;
- Статуя рыцаря на фасаде здания на улице Победы;
- Дом бедняков — 1908;
- Собор трёх Святителей — 2007;
- Дом с атлантами («Держатель глобуса») — конец XIX века;
- Здание таможни Тильзита — конец XIX века
- Здание реальной гимназии для мальчиков — 1913;
- Здание гражданского суда Тильзита— 1913;
- Здание военного суда Тильзита— 1868;
- Памятник Воину-освободителю;
- Музей военной техники — 2014;
- Здание народной школы — 1905—1906 гг.;
- Памятник трамваю на площади — 2012 г.;
- Железнодорожный вокзал Тильзита- 1865 г.;
- Мемориальная доска на доме, в котором в 1807 году останавливался император Александр I;
- Башня Реформатской кирхи;
- Здание полицейского управления Тильзита — 1928;
- Особняк с солнечными часами и барельефом орла;
- Провинциальная школа для глухонемых;
- Музей истории города Советска;
- Вилла Лазера 1905 г.;
- Памятник академику И. П. Павлову (точно не установлено);
- Памятник М. И. Глинке в городском парке;
- Памятник В. И. Ленину — 1967;
- Меервишская народная школа — 1893;
- Памятник в честь заключения Тильзитского мира;
- Лесное кладбище — захоронение русских солдат, погибших в Первую и Вторую мировую войну
- Памятники садово-паркового искусства (парк Якобсруэ, основан в 1823 г).

Пруд замковой мельницы образовался в 1562 г., когда на реке Тильже поставили запруду. По плану казначея Каспара фон Рофтица, он должен был служить прудом для разведения рыбы и быть источником энергии для замковой мельницы. В 1884 г. канал к мельнице был перекрыт сводом и в 1899 г. маленький Мельничный пруд был засыпан, а на его месте разбит парк Иоганна Вехтера (сейчас Детский парк). Пруд замковой мельницы больше Кёнигсбергского замкового пруда, его протяжённость около трёх километров и повсюду он радует глаз прекрасными художественными пейзажами
Всего около 200 памятников архитектуры и культуры;

### Утраченные выдающиеся историко-культурные и архитектурные памятники
- Колонна в честь победы во Франко-Прусской войне — конец XIX века;
- Памятник Максимилиану фон Шенкендорфу (скульптор М. Энгельке) — 1890;
- Крематорий (арх. Гауэр) — 1911—1913;
- Дом Синемундирников (Blaurocksche Haus) — 1705;
- Ратуша Тильзита — 1753—1755;
- Немецкая (Орденская) церковь — 1598—1610;
- Реформатская кирха — 1898—1899;
- Литовская (Земельная) церковь — 1757;
- Католическая кирха — 1847—1851;
- Здание администрации округа Тильзит-Рагнит — 1907;
- Кинотеатр «Lichtspielhaus»;
- Памятник Хайденрайху в парке Якобсруэ;
- Дом Наполеона — 1800;
- Дом Королевы Луизы;
- Бюргерхалле — 1861;
- Булочная Берендта — 1700;
- Отель Кайзерхоф;
- Фонтан «Рождение Венеры/Афродита» на Тезингплац;
- Фонтан «Богиня ночи» в парке Якобсруэ — 1905;
- Фалькен-аптека — 1571;
- Дом со скульптурами львов — Дом со скульптурами львов на крыльце по улице Дойче штрассе, 21 — XVI век;
- Жилой дом и магазин семьи Гангуин на Тезингплац;
- Памятник Драгунам — 1919;
- Памятник пехотинцам 41 полка, погибшим во всех войнах от создания полка, включая Первую мировую;
- Здание типографии Отто фон Маудероде;

### Окрестности
Так же окрестности Советска привлекают множество туристов из Калининградской области, соседних стран и иных регионов Российской Федерации.
- Свято-Елисаветинский монастырь (Калининград) с самым большим в стране поклонным крестом и вторым в России парком птиц в посёлке Приозерье Славского района
- Замок Рагнит в соседнем городе Неман
- Дворянская усадьба Альтхоф-Рагнит (господское поместье барона фон Мак) в посёлке Мичуринское Неманского района[47]
- Кирха Аргенбрюк в посёлке Новоколхозное Неманского района, заложенная в 1902 году. Сейчас восстанавливается.
- Кирха Хайнрихсвальде в соседнем городе Славск, старинная кирха, построенная в 1867 году.

Удобное географическое положение Советска позволяет использовать его как отправную точку для туристических поездок в другие города (такие как Клайпеда, Каунас, Вильнюс, Таураге, Шилуте, Рига), которые расположены лишь в 1—2 часах езды на автобусе или автомобиле.

## Города-побратимы
- Киль (Германия)
- Тильзит (община Биссег, кантон Тургуа) (Швейцария)
- Поважска-Бистрица(Словакия)

## Международные представительства
- Консульство Литовской Республики в г. Советске.
- Центр встреч Немецко-Русского Дома в г. Калининграде. (ликвидирован до 28.01.2017)
- Визовый центр Республики Польша в Советске (VFS) (закрыт 15.09.2014)